# Ellenpápák listája
A római katolikus egyház története során előfordult ellenpápák valós számát nehéz megállapítani, részben a különböző álláspontok, és részben a kaotikus pápaválasztások miatt. Különböző források eltérő számú ellenpápát nevesítenek. Mi is – e helyütt – közzéteszünk egy listát, amivel természetesen lehet vitatkozni, hisz egy nem teljesen tisztázott kérdésről van szó.
| Pápai neve        | Eredeti neve                  | Uralkodása | Megjegyzés                                                                            |
| ----------------- | ----------------------------- | ---------- | ------------------------------------------------------------------------------------- |
| Hippolütosz (Hl.) |                               | 217–235    | Az első és az egyetlen, akit szentté avattak.                                         |
| Novatianus        |                               | 251–258    |                                                                                       |
| II. Félix         |                               | 356–365    | A legitimitása nem tisztázott.                                                        |
| Ursinus           |                               | 366–367    |                                                                                       |
| Eulalius          |                               | 418–419    |                                                                                       |
| Lőrinc            |                               | 498–506    |                                                                                       |
| Dioszkurosz       |                               | 530        | A legitimitása nem tisztázott.                                                        |
| Theodórosz        |                               | 687        |                                                                                       |
| Paszkál           |                               | 687 – 692  |                                                                                       |
| II. Konstantin    |                               | 767–768    |                                                                                       |
| Fülöp             |                               | 768        |                                                                                       |
| VIII. János       |                               | 844        |                                                                                       |
| III. Anasztáz     |                               | 855        |                                                                                       |
| Kristóf           |                               | 903–904    | A legitimitása nem tisztázott.                                                        |
| VII. Bonifác      | Franco Ferruci                | 974        | Később legitim pápa lett.                                                             |
| XVI. János        |                               | 997–998    |                                                                                       |
| VI. Gergely       |                               | 1012       |                                                                                       |
| III. Szilveszter  | Giovani di Sabina             | 1045       | A legitimitása nem tisztázott.                                                        |
| X. Benedek        | Giovanni Mincio von Tusculum  | 1058–1060  |                                                                                       |
| II. Honoriusz     | Pietro Cadalus von Parma      | 1061–1064  |                                                                                       |
| III. Kelemen      | Wibert von Ravenna            | 1084–1100  |                                                                                       |
| Theoderich        | Theoderich                    | 1100       |                                                                                       |
| Albert            | Albert von Sabina             | 1102       |                                                                                       |
| IV. Szilveszter   | Maginulf                      | 1105–1111  |                                                                                       |
| VIII. Gergely     | Mauritius Burdinus            | 1118–1121  |                                                                                       |
| II. Celesztin     | Tebaldo Buccapecus            | 1124       |                                                                                       |
| II. Anaklét       | Pietro Pierleoni              | 1130–1138  |                                                                                       |
| IV. Viktor        | Gregorio Conti von Ceccano    | 1138       |                                                                                       |
| IV. Viktor        | Octaviano de Montecello       | 1159–1164  |                                                                                       |
| III. Paszkál      | Guido von Crema               | 1164–1168  |                                                                                       |
| III. Kallixtusz   | Johannes von Struma           | 1168–1178  |                                                                                       |
| III. Ince         | Lando von Sezze               | 1179–1180  |                                                                                       |
| V. Miklós         | Pietro Rainalducci            | 1328–1330  | A székhelye Rómában volt. (A pápák ekkortájt Avignonban székeltek.)                   |
| VII. Kelemen      | Robert Graf von Genf          | 1378–1394  | A székhelye Avignonban volt.                                                          |
| XIII. Benedek     | Pedro Marinez de Luna y Gotor | 1394–1423  | A székhelye Avignonban volt.                                                          |
| V. Sándor         | Pietro Philargi               | 1409–1410  | A székhelye Pisában volt. (Csak a 20. században kezdték ellenpápaként számontartani.) |
| XXIII. János      | Baldassare Cossa              | 1410–1415  | A székhelye Pisában volt. (Csak a 20. században kezdték ellenpápaként számontartani.) |
| VIII. Kelemen     | Gil Sánchez Muñoz y Carbón    | 1423–1429  | A székhelye Peníscola volt.                                                           |
| XIV. Benedek      | Bernard Garnier               | 1425–1430  | A székhelye Peníscola volt.                                                           |
| V. Félix          | VIII. Amadé Savoya grófja     | 1439–1449  | A székhelye Avignonban, Lausanne-ban és Bázelben volt.                                |

## Fordítás
- Ez a szócikk részben vagy egészben  a    Liste der historischen Gegenpäpste című német Wikipédia-szócikk fordításán alapul.  Az eredeti cikk szerkesztőit annak laptörténete sorolja fel. Ez a jelzés csupán a megfogalmazás eredetét és a szerzői jogokat jelzi, nem szolgál a cikkben szereplő információk forrásmegjelöléseként.